# Route 10 (Oman)
Die Route 10 oder R10 ist eine Fernverkehrsstraße im Sultanat Oman. Die Fernverkehrsstraße führt von Miskin an der Kreuzung zur Route 9 durch das mittlere Hadschar-Gebirge bis in die Provinzhauptstadt Rustaq, hier endet die Route 10 und kreuzt an die Route 11.